# Los Jaivas
Los Jaivas és una banda xilena de rock, fundada el 1963, a Viña del Mar. Destaca per combinar a les seves composicions el rock psicodèlic i progressiu juntament amb instruments i ritmes folklòrics llatinoamericans.
Originalment anomenada "Los High Bass", van començar interpretant boleros i cançons de Luis Dimas. Posteriorment van evolucionar a un estil experimental i psicodèlic, passant a denominar-se "Los Jaivas", com a homòfon del seu nom original. Després del cop militar de 1973 la banda es va autoexiliar a Argentina, i després del cop en aquest últim país es van radicar a França.
A més de la composició de temes propis, la banda s'ha destacat per musicalitzar part del cant general del premi Nobel Pablo Neruda a l'Òpera Rock del mateix nom.. El 1981 graven Altures de Machu Picchu, com a àlbum, juntament amb una pel·lícula de la interpretació de la cançó a la ciutat inca perduda. Van comptar amb la participació de Mario Vargas Llosa.